# Brayden Johnson
Brayden Johnson (8 de septiembre de 2003) es un deportista estadounidense que compite en ciclismo de montaña en la disciplina de campo a través. Ganó dos medallas en el Campeonato Mundial de Ciclismo de Montaña, en los años 2021 y 2024, ambas en la prueba por relevos.

## Medallero internacional
| Campeonato Mundial | Campeonato Mundial    | Campeonato Mundial | Campeonato Mundial         |
| Año                | Lugar                 | Medalla            | Competición                |
| ------------------ | --------------------- | ------------------ | -------------------------- |
| 2021               | Val di Sole (Italia)  | Medalla de plata   | Campo a través por relevos |
| 2024               | Pal Arinsal (Andorra) | Medalla de oro     | Campo a través por relevos |